# Липневий наступ військ КНД (1953)
Липневий наступ військ КНД (13—27 липня 1953) — була однією з останніх битв Корейської війни. Під час переговорів про припинення вогню, спрямованих на припинення війни, командування ООН (UNC) та китайські та північнокорейські війська не змогли домовитись щодо питання репатріації полонених. Президент Південної Кореї Лі Синман, який відмовився підписати перемир'я, звільнив 27 тисяч в'язнів Північної Кореї, які відмовились від репатріації. Ця подія викликала обурення серед командувань КНР та Північної Кореї та загрожувала зірвати переговори. У результаті китайці вирішили розпочати наступ, спрямований на Кумсонг. Це був останній масштабний китайський наступ протягом війни, який здобув перемогу над силами UNC.

## Передісторія
31 березня 1953 року було відновлено переговори в Пханмунджомі. До кінця червня були узгоджені всі пункти порядку конференції. Однак з відновленням переговорів про перемир'я південнокорейський уряд почав широку кампанію, спрямовану на їх зрив, погрожуючи «продовжити бойові дії самостійно». У зв'язку з цим командування китайських народних добровольців ухвалило рішення провести з 23 по 28 липня наступальну операцію з метою розгрому частин Московської, 6-ї, 8-ї і 3-ї південнокорейських піхотних дивізій і оволодіння районом південніше і на південний схід від Кімсон.

## Хід бойових дій
О 21 годині 13 липня 1953 року війська 20-ї армії КНД перейшли в наступ. До 11 години 14 липня вони просунулися в глибину ворожої оборони на 3-6 км. З метою збереження живої сили і техніки частини Московської, 6-ї і 8-ї південнокорейських піхотних дивізій почали поспішний відхід на південь; одночасно до району бойових дій стали підтягуватися частини, що знаходилися в резерві 5-ї і 11-ї піхотних дивізій.
Використовуючи те, що в умовах дощу противник не міг застосовувати авіацію, війська 20-ї армії КНД до результату 14 липня просунулися ще на 3-8 км. Корпуси отримали завдання закріпитися на досягнутому рубежі, поповнити боєприпаси та продовольство, евакуювати трофейну техніку, а передовими загонами продовжувати переслідування відходив противника в південному напрямку.
Передові загони, виконуючи поставлені завдання, переслідували відступаючі південнокорейські частини аж по 16 липня, поки не були зупинені контратаками підійшли частин 3-й американської і 5-й і 1-й південнокорейських піхотних дивізій. У нинішній ситуації командування військ КНД вирішило, стримуючи ар'єргардами контратакуючі частини противника, відвести головні сили 67-го і 60-го армійських корпусів на північний берег річки Кімсончхен, де і закріпитися. У першій половині 18 липня частини 67-го і 60-го армійських корпусів почали відхід, а до кінця дня зайняли вказаний їм для оборони рубіж. Усі спроби противника прорватися в північному напрямку були відбиті військами 20-ї армії.

## Підсумки й наслідки
У результаті наступу на фронті в 45 км війська китайських добровольців, просунувшись за три доби на 15 км, ліквідували виступ, який вдавався в їх оборону і вирівняли лінію фронту, згодом відбивши всі контрудари противника.
27 липня 1953 року було підписано перемир'я, і бойові дії по всьому фронту були припинені.